# Dekanat beregiwski
Dekanat beregiwski – jeden z 7 dekanatów katolickich w diecezji mukaczewskiej na Ukrainie.

## Parafie
- Bakosz-Swoboda - Parafia św. Bazylego króla
- Batradź - Parafia Narodzenia Najświętszej Maryi Panny
- Bene - Parafia Serca Jezusowego
- Berehowo - Parafia Podwyższenia Krzyża Świętego
- Berehowo-Ardowo - Parafia św. Emmericha
- Berehowo-Bułczu - Parafia Ducha Świętego
- Borżawa - Parafia greckokatolicka Wniebowzięcia Najświętszej Maryi Panny
- Didowo - Parafia ?
- Kosoń - Parafia św. Stefana króla
- Maczoła - Parafia Trójcy Przenajświętszej
- Mużijewo - Parafia św. Jana Chrzciciela
- Orosijewo - Parafia św. Anny
- Wełyka Byjhań - Parafia Maryi Patrona Węgrów